# Richard John Roberts
Sir Richard John Roberts (Derby, 6 september 1943) is een Brits biochemicus en moleculair bioloog. In 1993 won hij samen met Phillip Allen Sharp de Nobelprijs voor de Fysiologie of Geneeskunde voor de ontdekking dat genen in eukaryoten geen doorlopende strengen zijn, maar introns bevatten, en dat het splitsen van mRNA om deze introns te verwijderen op meerdere manieren kan plaatsvinden, waarbij verschillende proteïnen kunnen worden verkregen uit hetzelfde stuk coderend DNA.

## Biografie
De in Derby geboren Roberts is de zoon van John en Edna Allsop Roberts. Roberts studeerde aan de Universiteit van Sheffield, waar in 2005 een uitbreiding aan het scheikunde departement naar hem werd vernoemd. Ook bij de Beechen Cliff School in Bath, alwaar hij zijn middelbareschoolopleiding genoot, is de scheikunde-afdeling naar hem vernoemd, omdat hij een deel van het geld van zijn Nobelprijs aan de school had geschonken. Hij promoveerde in Sheffield in 1968 in de organische scheikunde.
Na twee jaar post-doctoraalonderzoek aan de Harvard-universiteit werd Roberts door James Watson uitgenodigd voor een samenwerking aan het Cold Spring Harbor Laboratory, een samenwerking die meer dan twintig jaar zou duren. In 1994 ging hij naar New England Biolabs (NEB), een klein biotech-bedrijf. Momenteel is Roberts Chief Scientific Officer bij die bedrijf, welke leidinggevend is in de levenswetenschap-industrie.
In 2008 werd Roberts geridderd.

## Werk
Begin jaren zeventig leidde Roberts een onderzoeksgroep die zich bezighield met de bestudering van genexpressie bij adenovirussen, een virus dat verantwoordelijk is voor verkoudheid. Hij ontwikkelde een serie van biologische experimenten om de locatie van verschillende genen in het adenovirus in kaart te brengen. Hierbij ontdekte hij dat een uiteinde van mRNA niet reageerde zoals werd verwacht. Gebruikmakend van een elektronenmicroscoop nam Roberts en zijn collega's waar dat de genen in verschillende, duidelijk afzonderlijke DNA-segmenten bevonden in plaats van een enkele, lange aaneengesloten DNA-keten.
Onafhankelijk van Sharp had hij in 1977 het basisconcept van de gespleten genstructuur ontdekt, waarbij genen uit introns en exons bestaan. Hierbij zijn introns fragmenten DNA die zich wel in het gen bevinden, maar niet worden gebruikt om proteïnes te coderen. Dit in tegenstelling tot de exons die aan elkaar geplakt worden tot mRNA en waarvan de proteïne wordt afgelezen.

## Trivia
Naast de Nobelprijs delen Roberts en Sharp een minder benijdingswaardige overeenkomst. Beide wetenschappers ontvingen in 1995 een dreigbrief van de "Unabomber" Ted Kaczynski waarin hij met hun leven bedreigde als ze niet zouden stoppen met hun werk.
1901: Behring · 
1902: Ross · 
1903: Finsen · 
1904: Pavlov · 
1905: Koch · 
1906: Golgi, Ramón y Cajal · 
1907: Laveran · 
1908: Mechnikov, Ehrlich · 
1909: Kocher · 
1910: Kossel · 
1911: Gullstrand · 
1912: Carrel · 
1913: Richet ·
1914: Bárány · 
1919: Bordet · 
1920: Krogh · 
1922: Hill, Meyerhof · 
1923: Banting, Macleod · 
1924: Einthoven ·
1926: Fibiger · 
1927: Wagner-Jauregg · 
1928: Nicolle · 
1929: Eijkman, Hopkins · 
1930: Landsteiner · 
1931: Warburg · 
1932: Sherrington, Adrian · 
1933: Morgan · 
1934: Whipple, Minot, Murphy · 
1935: Spemann · 
1936: Dale, Loewi · 
1937: Szent-Györgyi · 
1938: Heymans · 
1939: Domagk · 
1943: Dam, Doisy · 
1944: Erlanger, Gasser · 
1945: Fleming, Chain, Florey · 
1946: Muller · 
1947: C. Cori, G. Cori, Houssay · 
1948: Müller · 
1949: Hess, Moniz · 
1950: Kendall, Reichstein, Hench · 
1951: Theiler · 
1952: Waksman · 
1953: Krebs,Lipmann ·
1954: Enders, Weller, Robbins · 
1955: Theorell · 
1956: Cournand, Forssmann, Richards · 
1957: Bovet · 
1958: Beadle, Tatum, Lederberg · 
1959: Ochoa, Kornberg · 
1960: Burnet, Medawar · 
1961: Békésy · 
1962: Crick, Watson, Wilkins · 
1963: Eccles, Hodgkin, Huxley · 
1964: Bloch, Lynen · 
1965: Jacob, Lwoff, Monod · 
1966: Rous, Huggins · 
1967: Granit, Hartline, Wald · 
1968: Holley, Khorana, Nirenberg · 
1969: Delbrück, Hershey, Luria · 
1970: Katz, Euler, Axelrod · 
1971: Sutherland · 
1972: Edelman, Porter · 
1973: Frisch, Lorenz, Tinbergen · 
1974: Claude, De Duve, Palade · 
1975: Baltimore, Dulbecco, Temin ·
1976: Blumberg, Gajdusek · 
1977: Guillemin, Schally, Yalow · 
1978: Arber, Nathans, Smith · 
1979: Cormack, Hounsfield · 
1980: Benacerraf, Dausset, Snell · 
1981: Sperry, Hubel, Wiesel · 
1982: Bergström, Samuelsson, Vane · 
1983: McClintock · 
1984: Jerne, Köhler, Milstein · 
1985: Brown, Goldstein · 
1986: Cohen, Levi-Montalcini · 
1987: Tonegawa · 
1988: Black, Elion, Hitchings · 
1989: Bishop, Varmus · 
1990: Murray, Thomas · 
1991: Neher, Sakmann · 
1992: Fischer, Krebs · 
1993: Roberts, Sharp · 
1994: Gilman, Rodbell · 
1995: Lewis, Nüsslein-Volhard, Wieschaus · 
1996: Doherty, Zinkernagel · 
1997: Prusiner · 
1998: Furchgott, Ignarro, Murad · 
1999: Blobel · 
2000: Carlsson, Greengard, Kandel ·
2001: Hartwell, Hunt, Nurse · 
2002: Brenner, Horvitz, Sulston · 
2003: Lauterbur, Mansfield · 
2004: Axel, Buck · 
2005: Marshall, Warren ·
2006: Fire, Mello ·
2007: Capecchi, Smithies, Evans ·
2008: Zur Hausen, Barré–Sinoussi, Montagnier ·
2009: Blackburn, Greider, Szostak ·
2010: Edwards ·
2011: Beutler, Hoffmann, Steinman ·
2012: Gurdon, Yamanaka ·
2013: Rothman, Schekman, Südhof ·
2014: O'Keefe, Moser, Moser ·
2015: Campbell, Omura, Tu ·
2016: Osumi ·
2017: Hall, Rosbash, Young ·
2018: Allison, Honjo ·
2019: Kaelin, Ratcliffe, Semenza ·
2020: Alter, Houghton, Rice ·
2021: Julius, Patapoutian ·
2022: Pääbo ·
2023: Karikó, Weissman ·
2024: Ambros, Ruvkun